# Levuka Bureta Airfield
Levuka Bureta Airfield är en flygplats i Fiji.   Den ligger i divisionen Östra divisionen, i den östra delen av landet, 60 km nordost om huvudstaden Suva. Levuka Bureta Airfield ligger 3 meter över havet. Den ligger på ön Ovalau Island.
Terrängen runt Levuka Bureta Airfield är platt åt sydväst, men åt nordost är den kuperad. Havet är nära Levuka Bureta Airfield åt sydväst.